# Brandon Prideaux
Pour les articles homonymes, voir Prideaux.
Brandon Prideaux est un joueur américain de soccer né le 18 août 1976 à Seattle, Washington, États-Unis.